# Соколов Брод
Соколов Брод (укр. Соколів Брід) — село на Украине, основано в 1590 году, находится в Попельнянском районе Житомирской области. Расположено на реке Раставице.
Код КОАТУУ — 1824784802. Население по переписи 2001 года составляет 202 человека. Почтовый индекс — 13545. Телефонный код — 4137. Занимает площадь 1,152 км².

## История
Соколов Брод, село в Житомирской области. На сев.-зап. окраине села (левый берег реки Роставицы), полуразрушенное городище. Вал сохранился на протяжении 60 м. Культурный слой содержит древнерусскую (XI—XIII вв.) гончарную керамику и обломки посуды эпохи полей погребений.

## Адрес местного совета
13545, Житомирская область, Попельнянский р-н, с. Поволочь, ул. Местечко